# Буккакэ
Буккакэ (от яп. 打っ掛ける, буккакэру — «разбрызгивать воду», иногда неверно — «буккейк» или «буккаке») — форма группового секса, при котором, в самом распространённом случае, группа мужчин, попеременно (или вместе) мастурбируя, эякулируют на одного участника, преимущественно на его лицо, в рот, в глотку и даже в нос.
По одной из версий, возникновение буккакэ произошло в результате цензурных ограничений порнографии в Японии: режиссёры, потеряв возможность демонстрировать на экране половые органы актёров, были вынуждены изобрести новый, зрительно привлекательный и в то же время не нарушающий законы Японии приём изображения секса.
Японская порнография имеет тенденцию сосредотачивать внимание на лице и теле актрис, а не на их гениталиях. Поскольку продюсеры не могли показать проникновение, они искали другие способы изобразить половые акты, не нарушая японские законы.
Другая японская разновидность буккакэ — гоккун, отличается тем, что несколько мужчин извергают сперму в ёмкость, из которой принимающая сторона будет пить.